# Márcio Carlsson
Márcio Carlsson (Florianópolis, 24 gennaio 1975) è un ex tennista brasiliano.

## Carriera
Ottenne il suo best ranking in singolare il 9 novembre 1998 con la 119ª posizione, mentre nel doppio divenne il 7 giugno 1999, il 166º del ranking ATP.
Riuscì in un'unica occasione a qualificarsi per un torneo del grande slam; ciò avvenne nel 1999 negli Australian Open, dove, al primo turno, venne successivamente sconfitto dall'argentino Mariano Puerta con il punteggio di 0-6, 7-5, 1-6, 4-6. Maggiori risultati furono ottenuti nel doppio con due vittorie a livello challenger e sei a livello futures.
Fu convocato in un'unica occasione nel 1999 nella squadra brasiliana di Coppa Davis; in quell'occasione fu sconfitto dallo spagnolo Àlex Corretja con il punteggio di 1-6, 2-6.

## Statistiche

### Tornei minori

#### Doppio

##### Vittorie (8)
| Legenda tornei minori |
| Challenger (2)        |
| Futures (6)           |

| Numero | Data              | Torneo                                  | Superficie  | Compagno           | Avversari in finale                      | Punteggio         |
| 1.     | 29 giugno 1998    | Ulm Challenger, Ulma                    | Terra rossa | Jaime Oncins       | Dirk Dier Michael Kohlmann               | 6-4, 6-7, 6-3     |
| 2.     | 20 marzo 2000     | Argentina Cordoba Futures, Córdoba      | Terra rossa | Ricardo Schlachter | Alejandro Olivera Wolfgang Schranz       | 5-7, 6-4, 7–6(6)  |
| 3.     | 25 settembre 2000 | Electrosul Open de Tenis, Florianópolis | Terra rossa | Ricardo Schlachter | Martín Vassallo Argüello Diego Veronelli | 2-6, 6-3, 6-4     |
| 4.     | 23 aprile 2001    | Teresopolis Open, Teresópolis           | Terra rossa | Ricardo Schlachter | Federico Dondo Iván Miranda              | 6-1, 6-4          |
| 5.     | 18 giugno 2001    | Electrosul Open, Florianópolis          | Terra rossa | Ricardo Schlachter | Guillermo Carry Michael Quintero         | 6-3, 6-2          |
| 6.     | 30 settembre 2002 | Copa Cristal, Santiago del Cile         | Terra rossa | Robert Lindstedt   | Francisco Cabello Adrián García          | 6-3, ritiro       |
| 7.     | 7 luglio 2003     | USTA Futures Of Peoria, Peoria          | Terra rossa | Eduardo Bohrer     | Scott Lipsky Todd Widom                  | 7–6(5), 7–6(5)    |
| 8.     | 5 febbraio 2007   | Aberto de Florianópolis, Florianópolis  | Terra rossa | Lucas Engel        | Brian Dabul Máximo González              | 6-4, 2-6, [14-12] |